# Integrated Device Technology

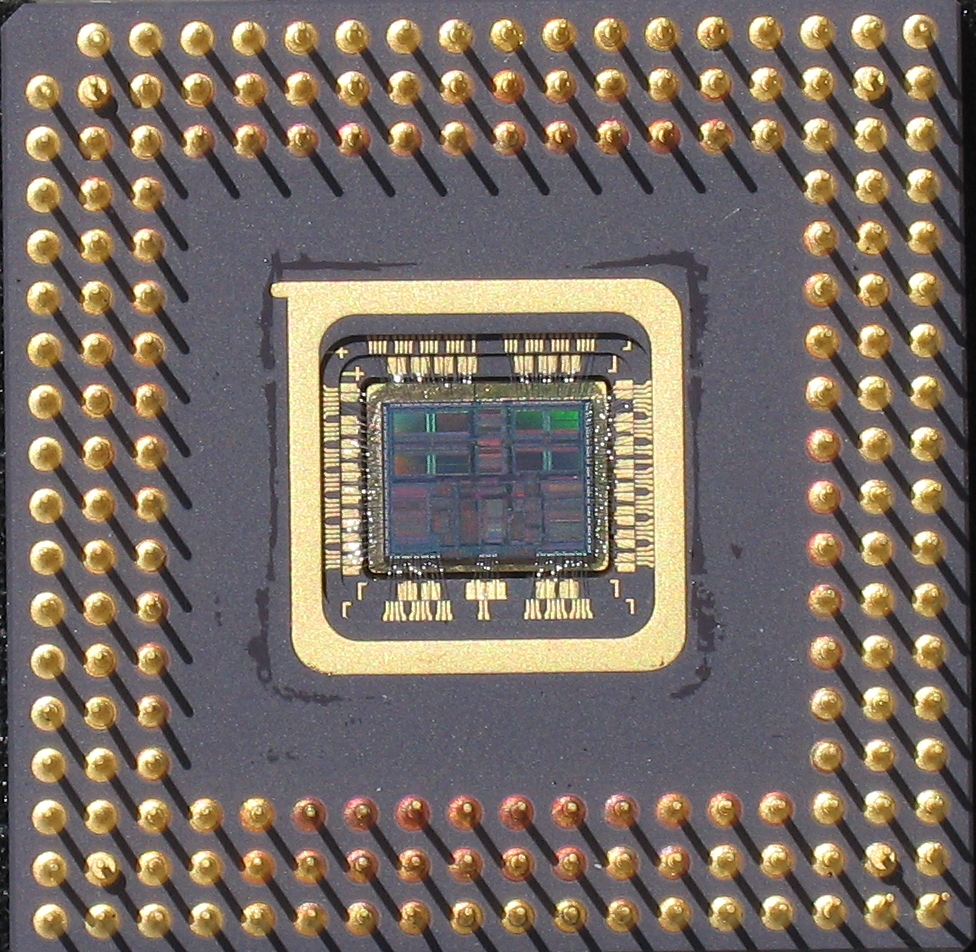
Процессор IDT R4700 со снятой крышкой

Integrated Device Technology (IDT) — американская корпорация, занимающаяся разработкой, производством и продажей интегральных микросхем. Штаб-квартира расположена в городе Сан-Хосе, Калифорния. Была основана в 1980 году. Принадлежит японской компании Renesas Electronics.
Компания сосредоточена на трех основных областях: коммуникационная инфраструктура (беспроводная и проводная), высокопроизводительные вычисления и расширенное управление питанием.
Компания занимается изготовлением микропроцессоров с архитектурой MIPS. В прошлом компания производила микропроцессоры семейства x86 под маркой IDT WinChip, разработанные своим подразделением Centaur Technology.
В настоящее время компания владеет 35 исследовательскими и конструкторскими центрами по всему миру, а число сотрудников компании составляет около 2400 человек.
По данным за 2008 год, прибыль компании составила 780 млн долларов США.